# San Miguel Achiutla
San Miguel Achiutla là một đô thị thuộc bang Oaxaca, México. Năm 2005, dân số của đô thị này là 799 người.